# HD87222
HD87222 — хімічно пекулярна зоря спектрального класу B3, що має видиму зоряну величину в смузі V приблизно  8,6.
Вона  розташована на відстані близько 2145,8 світлових років від Сонця.